# 毛苞斑葉蘭
毛苞斑葉蘭（学名：[Goodyera grandis] 错误：{{Lang}}：文本有斜体标记（帮助））为蘭科斑葉蘭屬下的一个种。

## 扩展阅读
- 維基物種上的相關：毛苞斑葉蘭